# Eurasia (grattacielo)
L'Eurasia (in russo: Евразия, romanzato: Yevraziya) è un grattacielo alto 309 metri ultimato nel 2013 situato nel Centro internazionale di affari di Mosca, in Russia. È situato nel Plot 12, un'area di oltre 207.000 metri quadrati. L'edificio sovrasta un podio a tre strati che avrà un centro fitness, dei ristoranti e dei negozi. All'esterno dell'edificio un ascensore panoramico permette agli utilizzatori di vedere la città. La superficie totale è di 207.542 metri quadrati, con l'area del locale commerciale di 106.231 metri quadrati.

## Galleria d'immagini

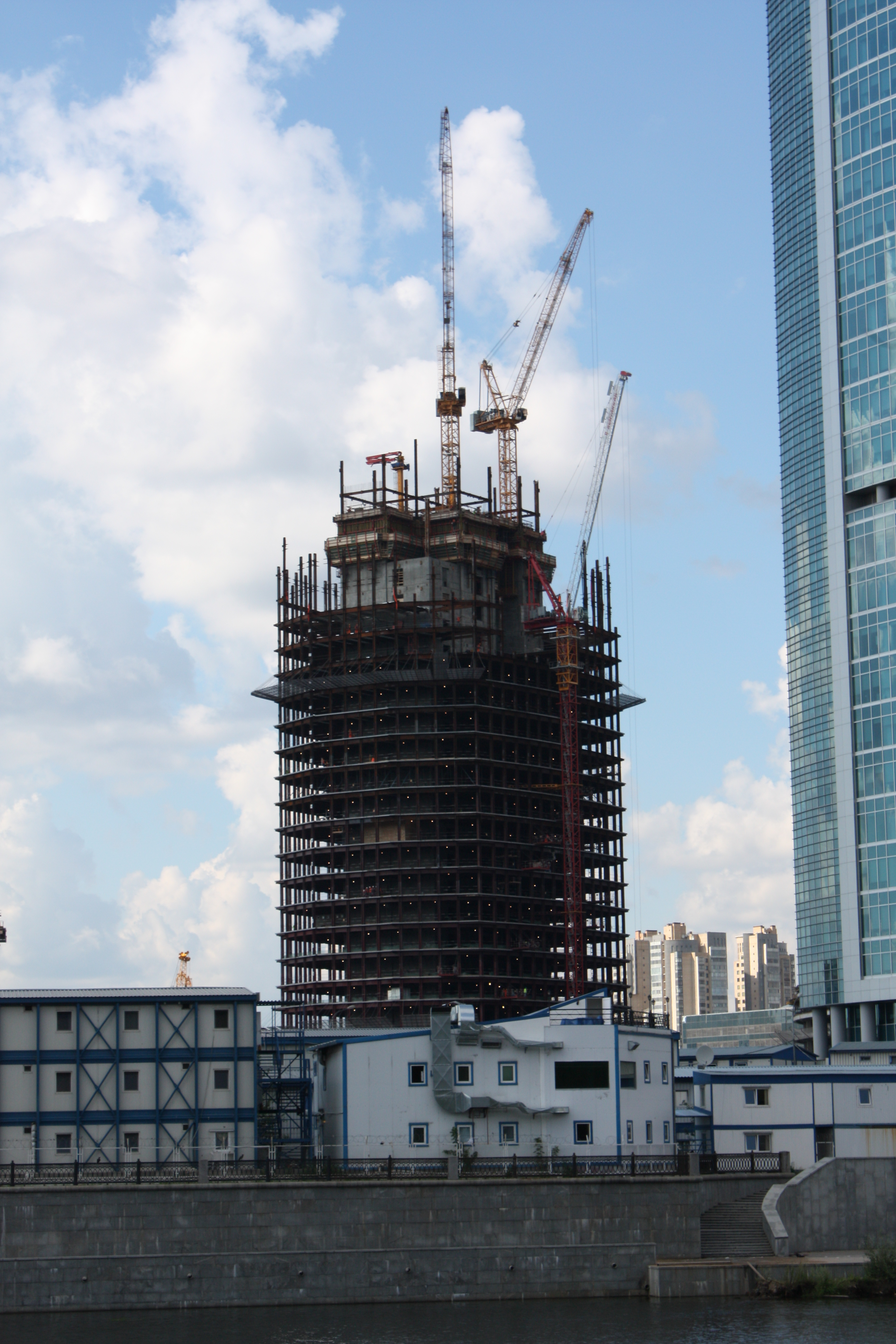
21 luglio 2008
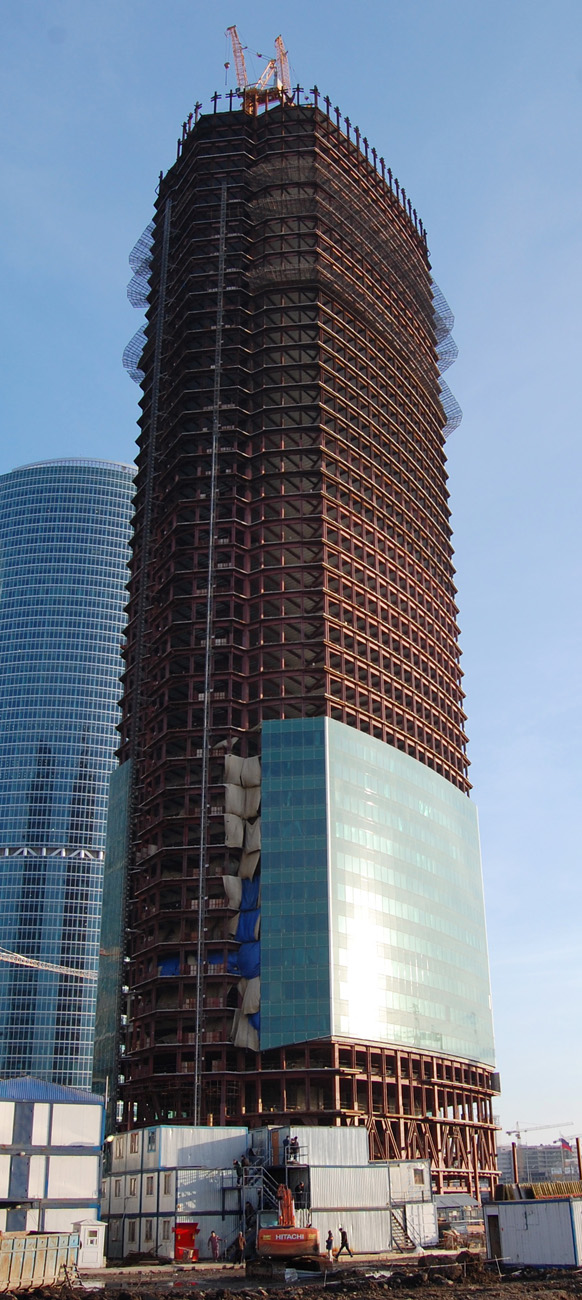
28 marzo 2010
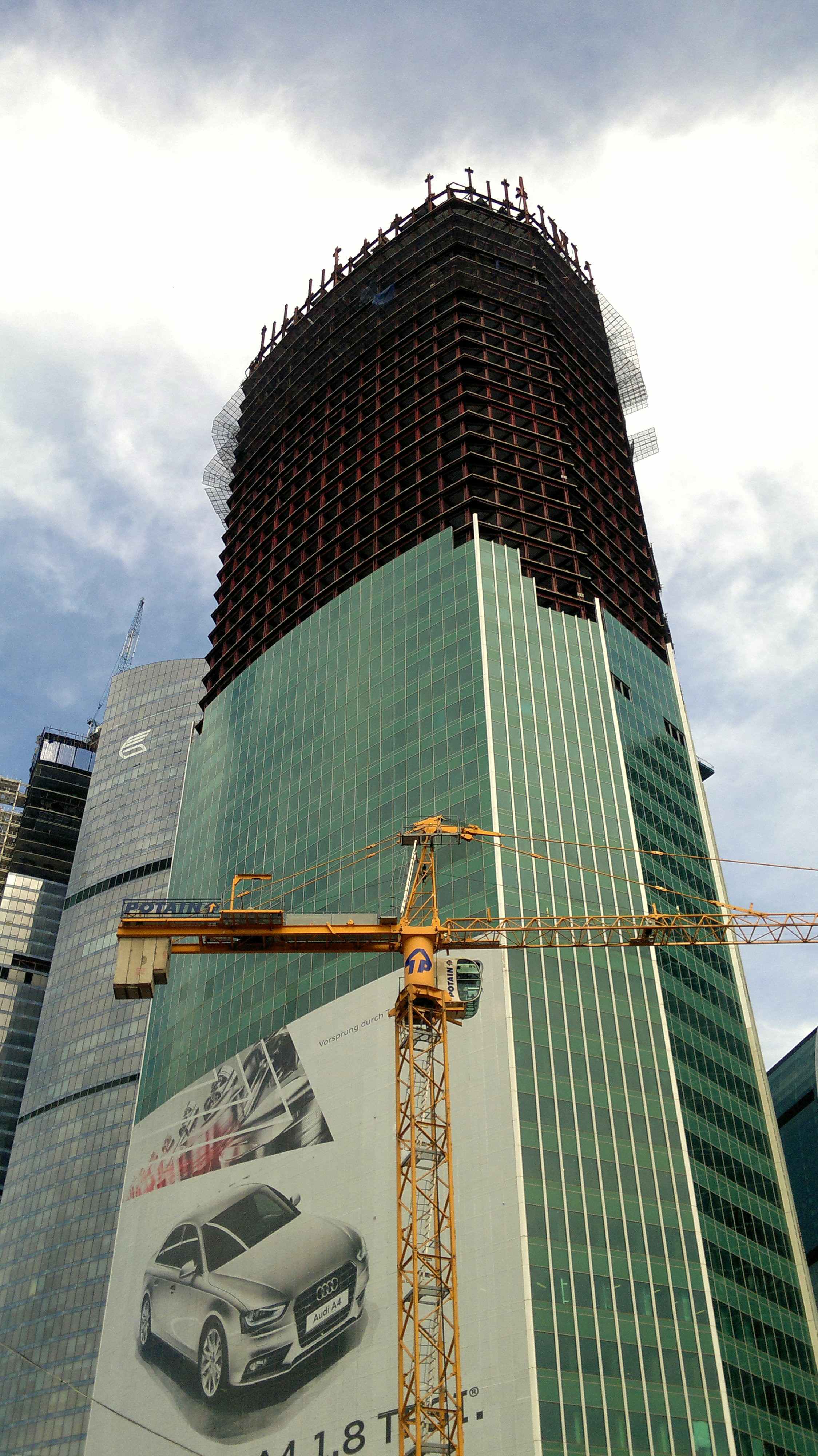
12 maggio 2012
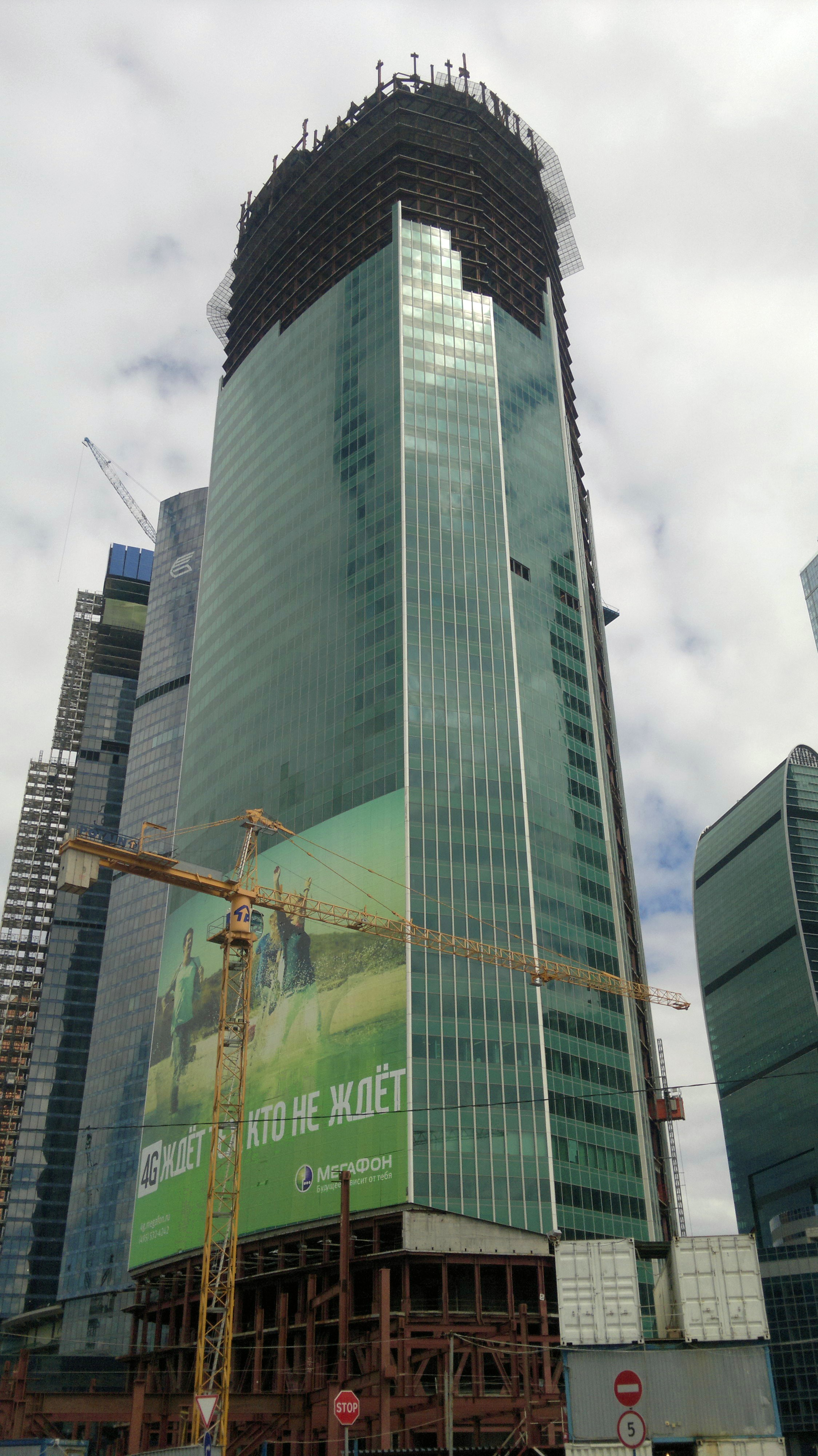
27 giugno 2012
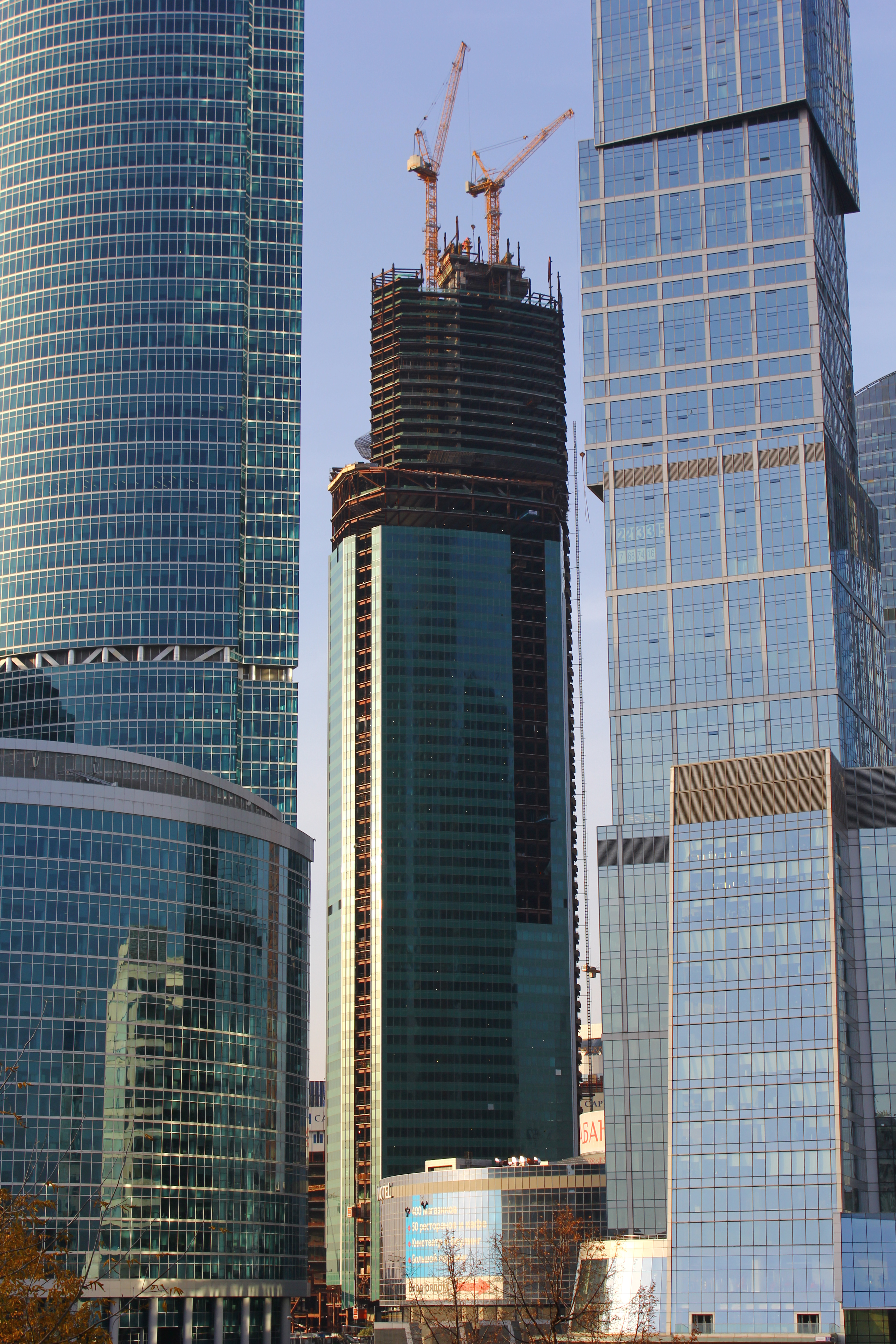
21 ottobre 2012